# 포 브론슨

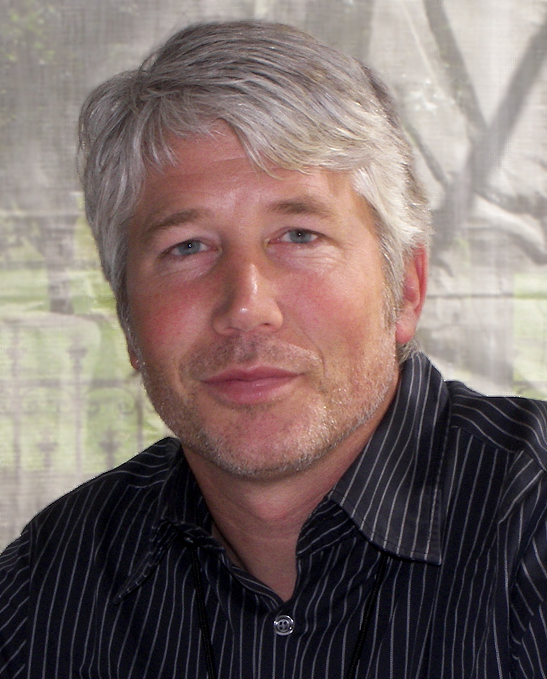
포 브론슨

포 브론슨(Po Bronson, 1964년 ~ , 시애틀)은 미국의 저널리스트이자 작가로, 캘리포니아주 샌프란시스코에서 살고 있다.

## 저서
발매연도는 미국 기준이며, 책 이름이 영어인 경우는 한국어로 번역되지 않은 경우이다.
- 《Bombardiers》 (1995)
- 《The First $20 Million Is Always the Hardest》 (백만장자 프로젝트로 영화화, 1997)
- 《실리콘 밸리의 누디스트》 (The Nudist on the Late Shift, 1999)
- 《잃어버린 나를 찾아가는 천직 여행》 (What Should I Do with My Life?, 2002)
- 《가족쇼크》 (Why Do I Love These People?, 2005)
- 《양육쇼크》 (NurtureShock: New Thinking About Children, 2009)